# Formula dentaria

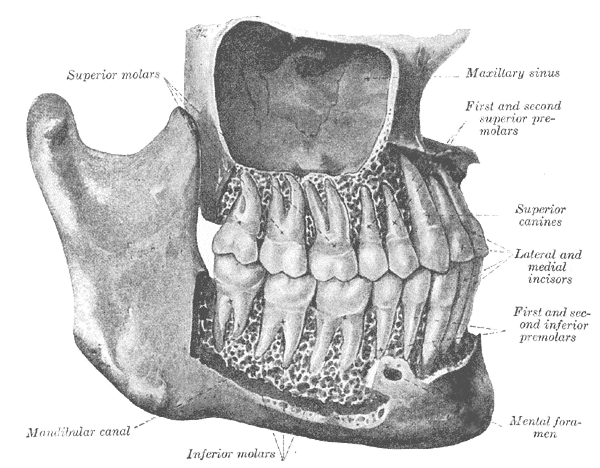
illustrazione della dentizione permanente dell'uomo, presente nelle due emiarcate, superiore ed inferiore

Per formula dentaria si intende una rappresentazione schematica in grado di visualizzare con immediatezza il numero e le tipologie di denti presenti nella dentatura dei mammiferi. Questa classe di vertebrati è infatti oggi l'unica a possedere denti di varia taglia e foggia (eterodontia), distinti in incisivi, canini, premolari e molari (sebbene in altre classi sia presente una qualche variazione nella forma e dimensione dei denti lungo le mascelle, animali davvero eterodonti non mammiferi si trovano solo tra le specie fossili, come ad esempio i crocodilomorfi Notosuchia). Inoltre, tutti i membri di una stessa specie (o anche di un taxon superiore) presentano generalmente un numero fisso di denti a maturità, cosicché lo studio della dentizione diviene un utile strumento per il riconoscimento dei fossili e delle relazioni sistematiche tra i mammiferi viventi.

## Formula specifica
Tradizionalmente, la formula si esprime tramite una serie di frazioni, una per ogni diverso tipo di dente, in cui al numeratore viene posto il numero di elementi presenti in una sola semiarcata mascellare superiore, al denominatore i denti di una delle due semiarcate mandibolari. Quindi, il numero totale di denti sarà dato dalla loro somma moltiplicata per due.
Per fare un esempio, nell'uomo la dentizione permanente è composta da: 8 incisivi, 4 canini, 8 premolari e 12 molari. Considerando solo le due semiarcate, superiore ed inferiore, si otterrà la seguente formula:
I: {\displaystyle {\frac {2}{2}}}; C: {\displaystyle {\frac {1}{1}}}; Pm: {\displaystyle {\frac {2}{2}}}; M: {\displaystyle {\frac {3}{3}}\times 2\,=\ 32}
Che può essere ulteriormente semplificata in:
| 2.1.2.3 |
| 2.1.2.3 |

Oppure estesa, inserendo anche le serie presenti nelle due rimanenti semiarcate che risultano identiche e speculari, come mostrato nella tabella seguente:
Va ricordato che, eccetto alcuni gruppi, i mammiferi sono difiodonti. Infatti, durante la crescita mostrano due ben precise dentizioni: la prima, costituita dai denti di latte, è decidua, venendo gradualmente sostituita dalla seconda dentizione, che può permanere per tutta la vita dell'individuo.

La formula tradizionale, applicata alla dentizione decidua, differisce da quella permanente per l'aggiunta della lettera "l" (da latte) alle sigle che indicano la tipologia di dente.
Sempre riferendoci all'uomo, la prima dentizione è composta da 8 incisivi, 4 canini, 0 premolari e 8 molari. Quindi si avrà:
Il: {\displaystyle {\frac {2}{2}}}; Cl: {\displaystyle {\frac {1}{1}}}; Pml: {\displaystyle {\frac {0}{0}}}; Ml: {\displaystyle {\frac {2}{2}}\times 2\,=\ 20}
Od in forma estesa:

## Formula generica
Oltre ad una applicazione specifica, la formula dentaria viene anche adottata per descrivere la dentizione di taxa superiori (genere, famiglia, ordine etc.). Molto spesso, in specie filogeneticamente vicine la dentatura (e quindi la formula) è simile od identica; in altri casi può variare anche di molto.
 
Ad esempio, la formula dentaria dell'uomo è la stessa in tutte le scimmie del Vecchio Mondo ma, se consideriamo l'intero sottordine degli Aplorrini, che include anche le scimmie del Nuovo Mondo ed i Tarsidi, si noterà una variabilità  sia del numero totale, sia del numero di alcune tipologie di denti.
Gli uistitì ed i tamarini hanno sempre 32 denti ma il numero di molari e premolari è inverso rispetto all'uomo:
Nei cebi se ne ritrovano invece un numero maggiore per la presenza sia di 12 premolari che di 12 molari, come si nota  nella seguente formula:
mentre i Tarsidi sono privi di 2 incisivi inferiori:
Quindi, la variabilità negli Aplorrini può essere riassunta con la seguente formula tradizionale:
I: {\displaystyle {2 \over {1-2}}}; C: {\displaystyle {1 \over 1}}; Pm: {\displaystyle {{2-3} \over {2-3}}}; M: {\displaystyle {{2-3} \over {2-3}}\times 2\,=\ 32-36}
Da questa si evince che nel gruppo il numero totale di denti varia da 32 a 36, sono presenti sempre 4 canini (uno per ogni semiarcata) e 4 incisivi superiori, mentre il numero di incisivi inferiori, di molari e di premolari può variare nella quantità indicata.